# 阿萨姆鳞毛蕨
阿萨姆鳞毛蕨（学名：Dryopteris assamensis）为鳞毛蕨科鳞毛蕨属下的一个种。其种加词“assamensis”意为“印度阿萨姆邦的”。